# Danske Færger A/S
|  | Dette artikel handler om rederiet Færgen. For andre betydninger se ordet Færge. |
Rederiet Danske Færger A/S, i daglig tale Færgen blev etableret den 14. januar 2011 i en fusion mellem Bornholmstrafikken A/S, Sydfynske A/S og Nordic Ferry Services A/S. Selskabet var ejet 50/50 af Staten og Danmarks næststørste rederi Clipper Group A/S.
Selskabet blev i juni 2018 solgt til Molslinjen.
Rederiet drev AlsFærgen, FanøFærgen, LangelandsFærgen og SamsøFærgen. Selskabets administration var placeret i Svendborg. Frem til 31.August 2018 havde rederiet også trafikken til/fra Bornholm under navnet BornholmerFærgen.
Selskabet Sydfynske var oprindeligt en del af Scandlines som Clipper Group købte i slutningen af 2007. Disse ruter fik da nye navne AlsFærgen og LangelandsFærgen.

## Færgeruter
Selskabet har fire danske færgeruter i 2018:
- AlsFærgen
  - Bøjden – Fynshav
- FanøFærgen
  - Esbjerg – Nordby
- LangelandsFærgen
  - Spodsbjerg – Tårs
- SamsøFærgen
  - Kalundborg – Ballen